# Морской научно-исследовательский институт радиоэлектроники «Альтаир»
Научно-технический центр  «Альтаир» (НТЦ «Альтаир») — советское/российское предприятие, разработчик зенитных ракетных комплексов и РЛС морского базирования. Располагался в Москве.

## История
23 октября 1933 года для оснащения Красной армии и Военно-морского флота радиоэлектронным вооружением приказом № 924 Народного комиссариата тяжёлой промышленности на базе Ленинградского особого технического бюро и Нижегородской лаборатории был основан Всесоюзный государственный институт телемеханики и связи (ВГИТИС). Директором назначен Ф. Ф. Сучков, до этого руководивший ЦВИРЛ, научным руководителем — выдающийся изобретатель А. Ф. Шорин.
В 1939 году предприятие под именем «Научно-исследовательский институт № 10» (НИИ-10) передано в состав Наркомата судостроительной промышленности.
В 1940-х годах разработаны корабельная РЛС разведки, обнаружения и целеуказания «Риф», предназначенная для установки на крейсера проекта 68-бис, малогабаритная обзорная РЛС «Зарница» для торпедных и ракетных катеров.
В 1941 году научный сотрудник НИИ-10 Александр Фёдорович Шорин удостоен Сталинской премии за выдающиеся изобретения первой степени — за создание аппаратуры для механической записи на плёнку и воспроизведения звука.
В 1943 году коллектив сотрудников под руководством Ф. В. Лукина разработал донную мину, устойчивую к тралению и к воздействию взрывной волны. Мина активно использовалась в Великой Отечественной войне. В 1945 году прошла государственные испытания радиолокационная станция управления артиллерийским огнём «Редан-1». Предприятие награждено орденом Ленина, ряд сотрудников удостоен Сталинской премии.
С 1946 года в рамках ракетно-космического проекта разрабатываются гироскопические командные приборы для баллистических ракет. Для этого в институте создан отдел № 2, который в 1947 году возглавил В. И. Кузнецов, член неформального Совета главных конструкторов С. П. Королёва. В 1953 году отдел № 2 был преобразован в специальное конструкторское бюро (СКБ НИИ-10, позднее — НИИ ПМ имени В. И. Кузнецова).
В конце 1950-х годов выпущена трёхкоординатная обзорная РЛС дециметрового диапазона волн МР-310 «Ангара-А» (главный конструктор Я. Г. Генин) для тральщиков и надводных кораблей классов СКР, ЭМ, БРК, БПК, РКР, которая сделала реальной постановку вопроса о создании боевых информационно-управляющих систем на базе цифровой вычислительной техники. Разработчики «Ангары» были среди первых лауреатов Ленинской премии.
В 1962 году принят на вооружение первый отечественный корабельный зенитный ракетный комплекс «Волна», ставший основой для целого ряда дальнейших работ.
В 1970-х годах коллектив предприятия принял участие в разработке противокорабельной ракеты «Москит».
В 1984 году предприятие награждено вторым орденом Ленина за участие в разработке поставляемых на экспорт ЗРК «Штиль», «Форт», «Клинок», позволяющих отбивать атаки противокорабельных ракет.
22 декабря 2010 года в результате объединения ОАО «МНИИРЭ „Альтаир“», ОАО «НИЭМИ», ОАО «МНИИПА» и ОАО «НИИРП» создан межвидовый головной разработчик систем ПВО ГСКБ «Алмаз-Антей». ОАО «МНИИРЭ „Альтаир“» как юридическое лицо было ликвидировано, коллектив образовал НТЦ «Альтаир» в составе концерна «Алмаз-Антей». Ранее, в 2001 году, часть сотрудников организовала самостоятельное предприятие АО «Альтаир-НТПЦ», базирующееся в том же комплексе зданий.

### История наименований
- Всесоюзный государственный институт телемеханики и связи (ВГИТИС).
- Научно-исследовательский институт № 10 (НИИ-10).
- 1967 — Всесоюзный научно-исследовательский институт радиоэлектроники (ВНИИРЭ).
- 1972 — Всесоюзный научно-исследовательский институт «Альтаир» (ВНИИ «Альтаир», Предприятие почтовый ящик № А-1586).
- Научно-производственное объединение «Альтаир» (НПО «Альтаир»).
- Государственное научно-производственное объединение «Альтаир» (ГНПО «Альтаир»).
- Научно-производственное объединение «Альтаир» (ФГУП НПО «Альтаир»).
- С 2002 по 2010 годы — ОАО «МНИИРЭ „Альтаир“».

### Руководители
- 1933—1937: Сучков Ф. Ф.
- 1937—1940: Шорин А. Ф.
- 1940—1942: Осмер А. А.
- 1942—1949: Калмыков В. Д.
- 1949—1952: Савельев Б. Н.
- 1953—1976: Петелин М. П.
- 1976—1978: Букатов В. А.
- 1978—1986: Масленников Л. Б.
- 1986—1991: Измайлов В. Ф.
- 1991—2006: Климов С. А.
- 2006—2007: Гусев В. Н.
- 2008—2010: Добрик И. И.

## Санкции
17 сентября 2014 года из-за войны в Донбассе предприятие внесено в санкционные списки Канады.

## Известные сотрудники
- Бабкин, Юрий Михайлович — советский и российский учёный в области морской радиолокации, лауреат Государственной премии СССР (1974).
- Гаврилов, Василий Иванович — советский инженер, специалист по радиолокации, лауреат Сталинской премии.
- Кузнецов, Виктор Иванович — советский учёный и конструктор в области прикладной механики и автоматического управления. Дважды Герой Социалистического Труда. Лауреат Ленинской премии.
- Листратов, Анатолий Васильевич — советский и российский оптик, инженер-конструктор оптико-электронных систем, педагог.
- Родионов, Леонид Алексеевич — советский конструктор в области корабельных обзорных радиолокационных станций.
- Синицын, Павел Афанасьевич — конструктор электровакуумных приборов для передающих устройств корабельных РЛС, лауреат Сталинской премии.
- Якименко, Николай Маркович — советский учёный, основоположник научной школы проектирования электрических следящих приводов и систем автоматического управления комплексами объектов вооружения и другой специальной техники.

## Продукция
- С-300Ф «Форт» («Риф», SA-N-6 Grumble), универсальный корабельный ЗРК (1984).
- М-22 «Ураган» («Штиль», SA-N-7 Gadfly), корабельный многоканальный ЗРК (1983).
- «Кинжал» («Клинок», SA-N-9 Gauntlet), корабельный ЗРК (1989).
- «Гибка», корабельная турельная пусковая установка (2006).
- «Подзаголовок-23», базовая система обеспечения коллективной защиты.